# Donald Behm
Donald Behm (Vancouver, Washington; 13 de febrero de 1945) es un deportista estadounidense retirado especialista en lucha libre olímpica donde llegó a ser subcampeón olímpico en México 1968.

## Carrera deportiva
En los Juegos Olímpicos de 1968 celebrados en México ganó la medalla de plata en lucha libre olímpica estilo peso gallo, tras el luchador japonés Yojiro Uetake (oro) y por delante del iraní Aboutaleb Talebi (bronce).